# 奧拉德安塔爾
35°56′50″N 2°36′08″E / 35.94725°N 2.60231°E

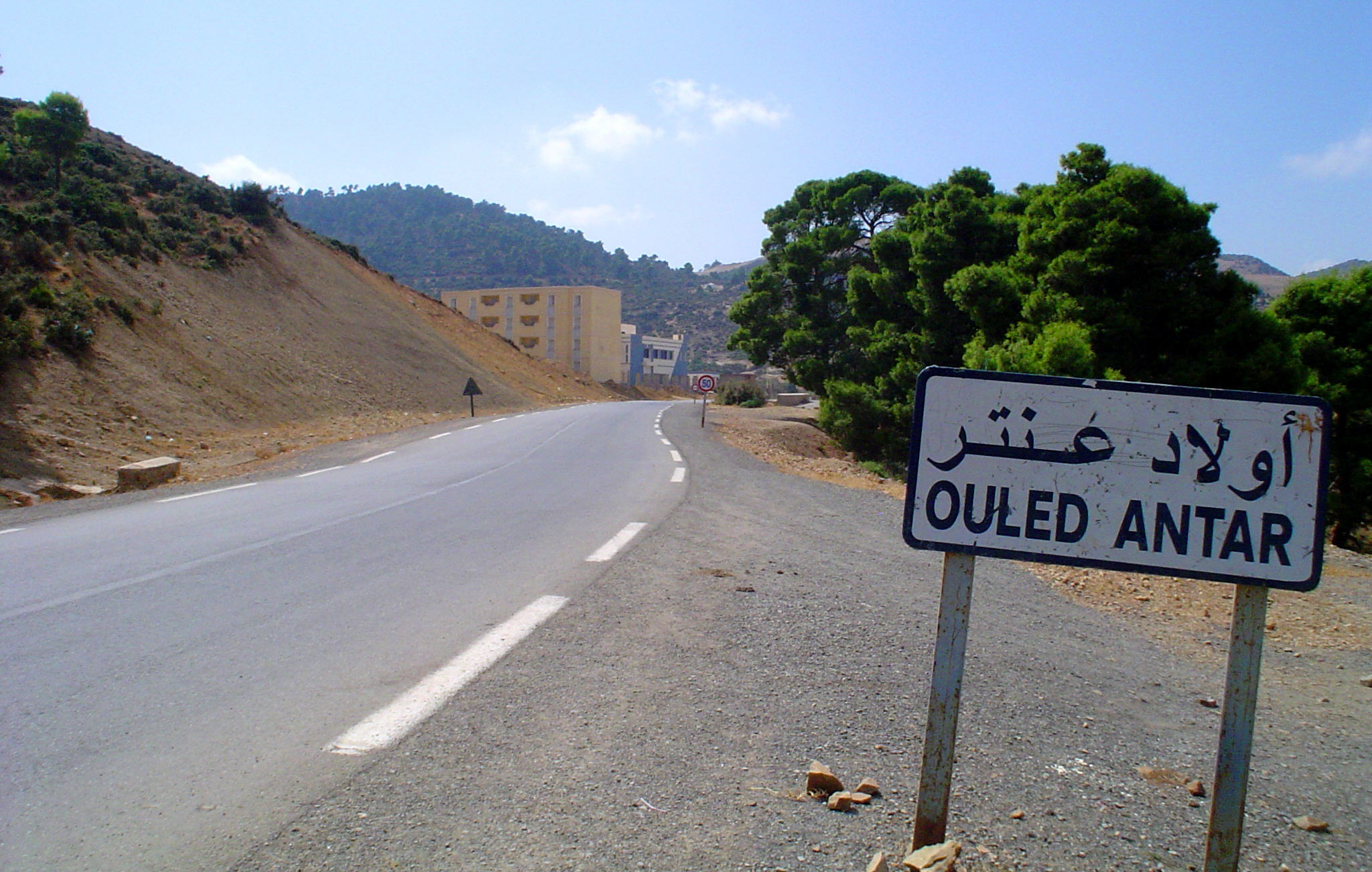
奧拉德安塔爾

奧拉德安塔爾（阿拉伯语：‎），是阿爾及利亞的城鎮，位於該國北部，由麥迪亞省負責管轄，是奧拉德安塔爾區的首府，面積225平方公里，海拔高度1,138米，2008年人口2,216，人口密度每平方公里10人。